# Urca-folyamat
Az Urca-folyamat csillagászati, részecskefizikai jelenség, amely a feltételezések szerint szerepet játszik a neutroncsillagok és fehér törpék hűlésében. Először egy beszélgetés során vetődött fel az ötlet, George Gamow és Mário Schenberg között  egy Casino da Urca nevű Rio de Janeiró-i kaszinóban. Gamow önéletrajza szerint a nevet részben első találkozásuk helyszínének megörökítésére választották, „részben azért, mert az Urca-folyamat következtében a hőenergia olyan gyorsan illan el a csillagból, ahogy a pénz a játékosok zsebéből a Casino da Urcában.” Az odesszai születésű Gamow dél-orosz nyelvjárásában az urka (урка) szó rablót, banditát is jelent.
Az Urca-folyamat a legegyszerűbb neutrínókibocsátó folyamat, és úgy gondolják, alapvető szerepet játszik a neutroncsillagok hűlésében. Általános formái:
| B1 |   |   | → | B2 | + | ℓ                           | + | {\displaystyle {\bar {\nu }}_{l}}, |
| B2 | + | ℓ | → | B1 | + | {\displaystyle {\nu }_{l}}, |   |                                    |
ahol B1 és B2 barionok, ℓ lepton, és {\displaystyle {\nu }_{l}} valamint {\displaystyle {\bar {\nu }}_{l}} (anti)neutrínók. A barionok lehetnek (szabad vagy atommagban kötött) protonok vagy neutronok, hiperonok, például Λ, Σ vagy Ξ, illetve a Δ izobár tagjai. A lepton egy elektron vagy egy müon.
Az Urca-folyamat szerepe különösen fontos a fehér törpék hűlésében, ahol egy lepton (általában elektron) elnyelődik egy ion magjában, majd a hőáramlás a csillag belsejéből a külsőbb rétegekbe szállítja. Ezután béta-bomlás történik, majd az ion visszasüllyed a csillag mélyére. A ciklus számtalanszor ismétlődhet. Mivel a béta-bomlás során kibocsátott neutrínó szinte biztosan akadálytalanul elhagyja a csillagot, az általa hordozott energia elvesztése hűti az égitestet.
A jelenség a neutroncsillagok hűlésében is alapvető szerepet játszhat. Amennyiben a csillag magjában megfelelőek a feltételek a folyamat működéséhez, a hűlés sok nagyságrenddel gyorsabb lehet.

## Fordítás
- Ez a szócikk részben vagy egészben  az   Urca process című angol Wikipédia-szócikk ezen változatának fordításán alapul.  Az eredeti cikk szerkesztőit annak laptörténete sorolja fel. Ez a jelzés csupán a megfogalmazás eredetét és a szerzői jogokat jelzi, nem szolgál a cikkben szereplő információk forrásmegjelöléseként.